# На неизвестного
«На неизвестного» (лат. Ad Virronem) — условное название стихотворения римского поэта Гая Валерия Катулла, включённого в состав посмертного сборника («Книги Катулла Веронского») под номером 71. Стихотворение имеет форму эпиграммы и может считаться «заострённым вариантом» № 69, «На Руфа». Катулл здесь пишет, не называя по имени адресата, о его сопернике со зловонными подмышками, который болеет подагрой.
Многие исследователи считают, что в этом стихотворении, как и в № 69, идёт речь о Марке Целии Руфе, одном из любовников Клодии (предполагаемой Лесбии). В этом случае адресатом может быть муж Клодии Квинт Цецилий Метелл Целер.